# Мачин, Хосе
Хосе Ндонг Мачин Дикомбо (исп. José Ndong Machín Dicombo; род. 14 августа 1996, Бата, Литорал, Экваториальная Гвинея) — экваториалогвинейский футболист, полузащитник клуба «Монца» и национальной сборной Экваториальной Гвинеи.

## Карьера

### Начало карьеры
В юношеском возрасте переехал в Испанию, где начал заниматься футболом в академии клуба «Ла Флореста». Также проходил обучение в юношеской академии «Барселоны», где провёл 4 года. Позже вернулся в «Ла Флоресту», после которой оказался в клубе «Камбрильс». Позже футболист занимался футболом в академиях таких испанских клубов как «Химнастик» и «Малага». В 2014 году выступал за испанский клуб «Атлетико Малагеньо», за который провёл 2 матча. 

### «Рома»
В январе 2015 года футболист попал в систему итальянской «Ромы». В клубе футболист отправился выступать за юношескую команду до 19 лет. Вместе с клубом по итогу дебютного сезона стал серебряным призёром Кубка Примаверы, где в финале по сумме матчей уступили юношеской команде «Лацио». Также выступал в юношеской лиге УЕФА, отличившись результативной передачей в матче 17 марта 2015 года против «Манчестер Сити». В своём следующем сезоне вместе с клубом стал победителем Примаверы, также попадая в заявку основной команды римского клуба.

#### Аренда в «Трапани»
В августе 2016 года футболист на правах арендного соглашения присоединился к итальянскому клубу «Трапани». Дебютировал за клуб 7 августа 2016 года в матче Кубка Италии против клуба «Сереньо». Дебютировал в итальянской Серии B 28 августа 2016 года в матче против клуба «Новара», выйдя на поле в стартовом составе, однако в первом тайме футболист получил травму и был заменён уже на 38 минуте. Восстановившись от травмы футболист не смог закрепиться в основной команде клуба и в январе 2017 года был отозван из аренды.

#### Аренда в «Лугано»
В январе 2017 года футболист на правах арендного соглашения присоединился к швейцарскому клубу «Лугано» до конца сезона. Дебютировал за клуб 19 марта 2023 года в матче против клуба «Янг Бойз», выйдя на замену на 80 минуте. Закрепиться в основной команде клуба у футболиста также не вышло, появляюсь на поле преимущественно под конец основного времени, однако по итогу сезона стал бронзовым призёром швейцарского чемпионата. По окончании срока арендного соглашения покинул клуб.

#### Аренда в «Брешию»
В июле 2017 года футболист на правах арендного соглашения стал игроком итальянской «Брешии». Дебютировал за клуб 26 августа 2017 года в матче против клуба «Авеллино 1912», выйдя на поле в стартовом составе. Футболист сразу же закрепился в основной команде итальянского клуба. Первым результативным действием за клуб отличился 30 сентября 2017 года в матче против клуба «Перуджа», отдав голевую передачу. Дебютный гол за клуб забил 28 октября 2017 года в матче против клуба «Пескара», также отличившись голевой передачей. В январе 2018 года футболист был отозван из аренды.

#### Аренда в «Пескару»
В январе 2018 года футболист присоединился к итальянскому клубу «Пескара» на правах арендного соглашения с опцией выкупа. Вторую половину сезона в новом клубе футболист начинал со скамейки запасных. Дебютировал за клуб 13 марта 2018 года в матче против клуба «Карпи», выйдя на поле в стартовом составе. Первым результативным действием за клуб отличился 14 апреля 2018 года в матче против клуба «Бари», отдав голевую передачу. В своём следующем матче 17 апреля 2018 года против клуба «Про Верчелли» отличился дебютным забитым голом. За период арендного соглашения успел отличиться за клуб 2 забитыми голами и результативной передачей.

### «Пескара»
В июле 2018 года «Пескара» активировала опцию выкупа футболиста за сумму порядка 1 миллиона 800 тысяч евро. Новый сезон начал 5 августа 2018 года с матча Кубка Италии против клуба «Порденоне». Первый матч в чемпионате сыграл 25 августа 2018 года против клуба «Кремонезе», выйдя на поле в стартовом составе. Свой первый гол в сезоне футболист забил 16 октября 2018 года в матче против клуба «Беневенто». За первую половину сезона футболист также отличился за клуб 2 результативными передачами.

#### Аренда в «Парму»
В январе 2019 года футболист на правах арендного соглашения присоединился к «Парме» до конца сезона с опцией выкупа. Дебютный матч за клуб и в итальянской Серии A сыграл 24 февраля 2019 года против «Наполи», выйдя на поле в стартовом составе. Закрепиться в основной команде клуба у футболиста не получилось, весь сезон пробыв на скамейке запасных. В заключительном туре чемпионата 26 мая 2019 года против «Ромы» футболист отличился дебютной и единственной голевой передачей в сезоне. 

### «Парма»
В июле 2019 года футболист полноценно был выкуплен «Пармой» за сумму порядка 2 миллионов 800 тысяч евро. В августе 2019 года футболист вместе с клубом участвовал в матчах Кубка Италии и чемпионата, однако также оставался на скамейке запасных, на поле так и не выйдя.

#### Аренда в «Пескару»
В конце августа 2019 года футболист на правах арендного соглашения вернулся в «Пескару». Первый матч за клуб сыграл 1 сентября 2019 года против клуба «Порденоне». Первым голом в сезоне за клуб отличился 24 сентября 2019 года в матче против клуба «Читтаделла». В матче 26 октября 2019 года против клуба «Беневенто» футболист оформил дубли и отличился результативной передачей. В январе 2020 года футболист был отозван из аренды, успев отличился за клуб 7 забитыми голами и 3 результативными передачами.

#### Аренда в «Монцу»
В январе 2020 года футболист перешёл в «Монцу» на правах арендного соглашения до конца сезона. Дебютировал за клуб 9 февраля 2020 года в матче против клуба «Сиена», выйдя на замену на 56 минуте. Успел сыграть за клуб всего лишь 3 матча, после чего чемпионат был приостановлен из-за пандемии COVID-19. По итогу футболист вместе с клубом занял первое место в своей группе и получил повышение в итальянскую Серию B.

### «Монца»
В июле 2020 года футболист был выкуплен «Монцей» за сумму порядка 3 миллионов 700 тысяч евро. Первый матч в новом сезоне футболист сыграл 25 сентября 2020 года против клуба СПАЛ, выйдя на поле в стартовом составе. В следующем матче 29 сентября 2020 года в рамках Кубка Италии забил дебютный гол за клуб против «Триестины». Первым результативным действием за клуб в чемпионате отличился 20 октября 2020 года в матче против «Пизы», отдав голевую передачу. На протяжении первой половины сезона футболист был преимущественно игроком замены, отличившись лишь своей единственной результативной передачей.

#### Аренда в «Пескару»
В январе 2021 года футболист в очередной раз вернулся в «Пескару» на правах арендного соглашения до конца сезона. Первый матч за клуб сыграл 17 января 2021 года против клуба «Кремонезе», выйдя на замену на 74 минуте. Первый гол за клуб в сезоне забил 9 февраля 2021 года в матче против «Эмполи». Футболист быстро смог закрепиться в основной команде клуба, чередуя матчи в стартовом составе ио скамейки запасных, отличившись за сезон 2 забитыми голами. По итогу сезона закончил чемпионат на предпоследнем итоговом месте и по окончании срока арендного соглашения покинул клуб.

#### Возвращение в «Монцу»
Летом 2021 года футболист начал готовиться к новому сезону с основной командой «Монцы». Первый матч в новом сезоне сыграл 14 августа 2021 года в рамках Кубка Италии против клуба «Читтаделла», выйдя на поле в стартовом составе. В чемпионате первый матч сыграл 29 августа 2021 года против клуба «Кремонезе», выйдя на замену в наале второго тайма. Первым забитым голом за клуб отличился 25 сентября 2021 года в матче против клуба «Порденоне». На протяжении всего сезона футболист был одним из основных игроков клуба, вместе с которым закончил чемпионат на итоговом четвёртом месте и отправился в стыковые матчи на повышение в классе. Пройдя в полуфинальных матчах «Брешию», футболист вместе с клубом в финальных матчах встретился с «Пизой», которую также победили и вышли в итальянскую Серию А. Сам же футболист за сезон отличился 5 забитыми голами и 4 результативными передачами. 
Новый сезон футболист начал 7 августа 2022 года с матча Кубка Италии против клуба «Фрозиноне». Первый матч в чемпионате сыграл 26 августа 2022 года против клуба «Удинезе», выйдя на замену на 70 минуте. Первую половину сезона футболист провёл преимущественно на скамейке запасных, однако с января 2023 года смог закрепиться в основной команде, регулярно став появляться на поле. Первым результативным действием в сезоне отличился 29 января 2023 года в матче против «Ювентуса», отдав голевую передачу. Вместе с клубом футболист смог закрепиться в середине турнирной таблицы и сохранить прописку в итальянской Серии А. Сам же футболист за сезон успел отличился 2 результативными передачами в рамках чемпионата.
В июле 2023 года футболист продлил контракт с итальянским клубом до 2026 года. Первый матч в новом сезоне сыграл 19 августа 2023 года против миланского клуба «Интернационале», выйдя на замену на 71 минуте.

## Международная карьера
В ноябре 2015 года футболист отправился в национальную сборную Экваториальной Гвинеи для участия в квалификационных матчах на чемпионат мира. Дебютировал за сборную 12 ноября 2015 года в матче против сборной Марокко. В январе 2022 года футболист вместе со сборной отправился на основной этап Кубка африканских наций. Первый матч на турнире сыграл 12 января 2022 года против сборной Кот-д’Ивуара. Вместе со сборной занял второе место в группе и вышел в раунд плей-офф турнира. В четвертьфинальном матче 30 января 2022 года уступил сборной Сенегала и покинул турнир.

## Достижения
«Монца»
- Чемпион Серии C (Группа A): 2019/20